# Koh-I-Noor Hardtmuth
Koh-I-Noor Hardtmuth è un produttore ceco di matite, penne, materiale per le belle arti, cancelleria per ufficio e per uso scolastico.

## Storia
Fondata a Vienna nel 1790 da Joseph Hardtmuth, la compagnia cambiò poi nome in Koh-I-Noor, scelta che si ispirava a un famoso diamante indiano. Nel 1802 brevettò la prima matita con mina fatta con una combinazione di argilla e grafite. Nel 1848 insediò il suo stabilimento principale a České Budějovice.
Col tempo diventò un'azienda statale, per poi ridiventare privata nel 1992 ed essere rilevata nel 1994 dal Gruppo Gama.

## Prodotti
La sua linea di prodotti comprende:
- Matite colorate
- Matite
- Portamine
- Utensili e materiale da disegno
- Materiale da ufficio
- Pastelli.

È anche un produttore per conto terzi di piccoli prodotti in plastica ottenuti per stampaggio a iniezione.